# Tschechische Fußballnationalmannschaft (U-17-Juniorinnen)
Die tschechische U-17-Fußballnationalmannschaft der Frauen repräsentiert Tschechien im internationalen Frauenfußball. Die Nationalmannschaft untersteht der Fotbalová asociace České republiky und wird von Miroslav Zbořil trainiert.
Die Mannschaft wurde im Jahr 2000 gegründet und absolvierte anfangs ausschließlich Freundschaftsspiele. Seit 2007 tritt das Team bei der U-17-Europameisterschaft und (theoretisch) auch bei der U-17-Weltmeisterschaft für Tschechien an, nahm bislang jedoch nie an einer WM-Endrunde teil. In den Jahren 2016 und 2017 qualifizierte sich die tschechische U-17-Auswahl für die Europameisterschaft, schied jedoch beide Male als Gruppenletzter bereits nach der Vorrunde aus.

## Turnierbilanz

### Weltmeisterschaft
| Jahr   | Gastgeber           | Platzierung        |
| ------ | ------------------- | ------------------ |
| 2008   | Neuseeland          | nicht qualifiziert |
| 2010   | Trinidad und Tobago | nicht qualifiziert |
| 2012   | Aserbaidschan       | nicht qualifiziert |
| 2014   | Costa Rica          | nicht qualifiziert |
| 2016   | Jordanien           | nicht qualifiziert |
| 2018   | Uruguay             | nicht qualifiziert |
| 2021 1 | Indien 1            | – 1                |
| 2022   | Indien              | nicht qualifiziert |

### Europameisterschaft
| Jahr   | Gastgeber               | Platzierung                                  |
| ------ | ----------------------- | -------------------------------------------- |
| 2008   | Schweiz                 | 2. Qualifikationsrunde                       |
| 2009   | Schweiz                 | 2. Qualifikationsrunde                       |
| 2010   | Schweiz                 | 1. Qualifikationsrunde                       |
| 2011   | Schweiz                 | 2. Qualifikationsrunde                       |
| 2012   | Schweiz                 | 2. Qualifikationsrunde                       |
| 2013   | Schweiz                 | 2. Qualifikationsrunde                       |
| 2014   | England                 | 2. Qualifikationsrunde                       |
| 2015   | Island                  | 2. Qualifikationsrunde                       |
| 2016   | Belarus                 | Gruppenphase                                 |
| 2017   | Tschechien              | Gruppenphase                                 |
| 2018   | Litauen                 | 2. Qualifikationsrunde                       |
| 2019   | Bulgarien               | 2. Qualifikationsrunde                       |
| 2020 2 | Schweden 2              | – 2                                          |
| 2021 2 | Färöer 2                | – 2                                          |
| 2022   | Bosnien und Herzegowina | 2. Qualifikationsrunde                       |
| 2023   | Estland                 | Liga A (nicht qualifiziert für die Endrunde) |